# Ян Рокицана

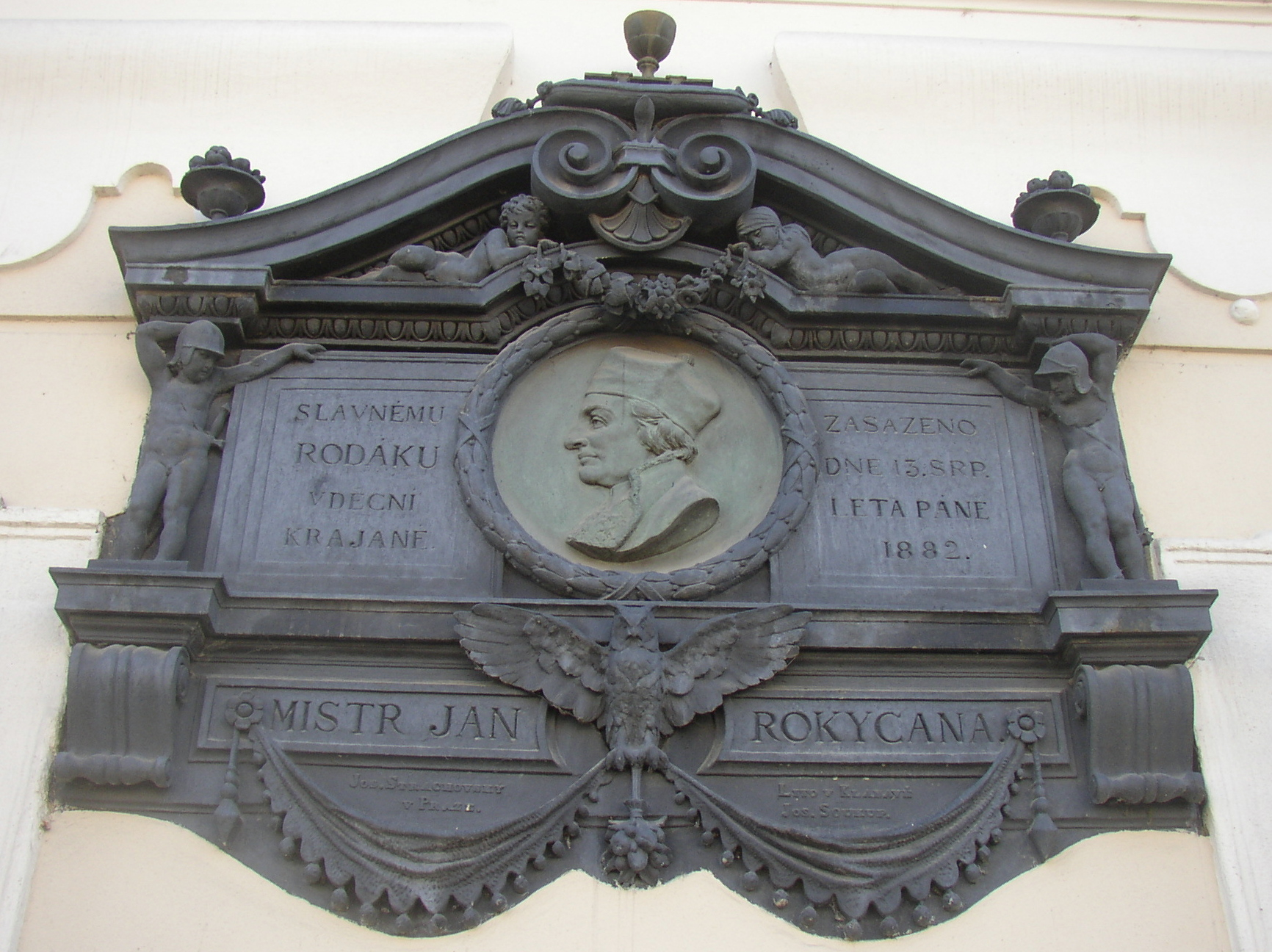
Меморіальна дошка Яноці Рокицані на ратуші в його рідному місті Рокицанах

Ян Рокица́на (Йоанн Рокицана, англ. John of Rokycan, Jan of Rokycany, чеськ. Jan Rokycana, Jan z Rokycana, Jan z Rokycan, бл. 1396, Рокицани, Чехія — 21 лютого 1471, Прага) — гуситський богослов, архієпископ.
На Базельському соборі Ян Рокицана виголосив довгу промову, що тривала три дні (16, 17 та 19 січня 1433 року), в якій прагнув довести необхідність євхаристії обома способами.

## Праці
- Postilla — збірка на основі його лекцій за період від 1453 до 1457 року, упорядкована його студентами; ймовірно, найцікавішою є чеська постила, оскільки вона не розглядає богословські проблеми, а зосереджена на повсякдненних проблемах людей того часу;
- Latinská postilla;
- Výklad zjevení svatého Jana — обговорення одкровень святого Івана Богослова;
- Kázání u Kutné Hory — проповіді в Кутній-Горі;
- Řeči pronesené na koncilu Basilejském — виступи на Базельському соборі;
- Synodální řeči — виступи в Синоді;
- O sedmi vášních a vadách («Про сім почуттів і вад»);
- Acta synodální — синодальні акти;
- Latinský slovník («Латинський словник»);
- Tractatus de eucharista («Трактат про євхаристію»);
- Tractatus de septem sacramentis («Трактат про сьоме таїнство»);
- Contra sex propositiones trivolas doctorum apostatarum

Також декілька джерел вказують на авторство Яна Рокицани декількох славоспівів, причому в окремих випадках не лише слів, а й музики:
- Vítaj milý Jezu Kriste;
- Zdrávas dievko;
- Cierkev svatá v posledních dnech velmi neznamenitá.